# Diamantina-Nationalpark

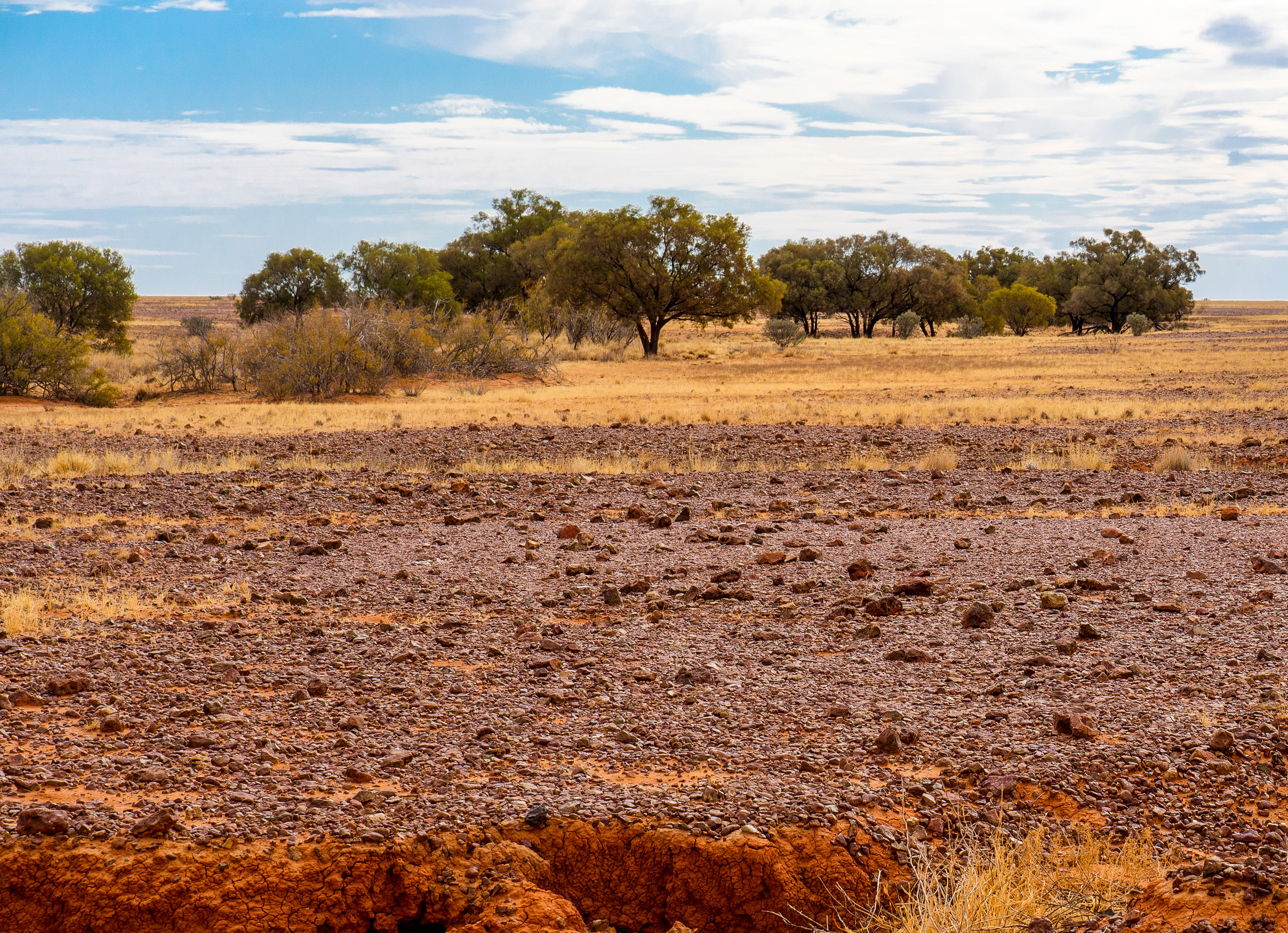
Im Diamantina-Nationalpark (2015)

Der Diamantina-Nationalpark ist ein Nationalpark im Bundesstaat Queensland, Australien.

## Lage
Er liegt etwa 1278 Kilometer nordwestlich von Brisbane und 300 km südwestlich von Winton entfernt im Outback.

## Allgemeines
Der Park wurde im März 1992 gegründet und umfasst etwa 507.000 ha. Er reicht von Sandstein-Bergen im Osten bis zur flachen Ebene des Diamantina River. Dazwischen liegen das Mitchell-Grasland, Dünenfelder und im Westen eine Wüste. Auch der Lake Constance und der Hunters Gorge sind bemerkenswerte Landschaften im Park.

## Geschichte
In der Vergangenheit lebten die Aborigine der Maiawali und Karuwali im Park.

## Flora und Fauna
Der Park ist die Heimat für zahlreiche Pflanzen und Tiere. Besonders erwähnenswert sind seltene Säugetiere wie der Kaninchennasenbeutler und der Kowari sowie Vögel wie der Steppenläufer und der Wanderfalke.

## Tourismus
Es gibt den Hunters Gorge Campground, der sich etwa 10 Kilometer nördlich der Park-Verwaltung befindet, sowie den Gum Hole Campground, der rund 11 Kilometer westlich von Hunters Gorge am Duck Creek liegt.